# Rhytidicolus
Genre
Rhytidicolus est un genre d'araignées mygalomorphes de la famille des Rhytidicolidae.

## Distribution
Les espèces de ce genre se rencontrent au Venezuela et au Brésil.

## Liste des espèces
Selon World Spider Catalog (version 25.0, 23/05/2024) :
- Rhytidicolus hoferi Ríos-Tamayo, 2024
- Rhytidicolus structor Simon, 1889

## Systématique et taxinomie
Ce genre a été décrit par Simon en 1889 dans les Aviculariidae. Il est placé dans les Cyrtaucheniidae par Raven en 1985 puis dans les Rhytidicolidae par Montes de Oca, Indicatti, Opatova, Almeida, Pérez-Miles et Bond en 2022.

## Publication originale
(mai 2024).
- Simon, 1889 : « Arachnides. Voyage de M. E. Simon au Venezuela (Décembre 1887–Avril 1888). 4e Mémoire. » Annales de la Société Entomologique de France, sér. 6, vol. 9, p. 169-220 (texte intégral).